# Giovanni Battista Buonamente
Giovanni Battista Buonamente, född omkring 1595, död 1642, var en italiensk kompositör och violinist under den tidiga barocktiden. Han arbetade hos Gonzagas i Mantua fram till omkring 1622, och från cirka 1626 till 1630 arbetade han hos Ferdinand II, den heliga romerska kejsaren i Wien. 1627 spelade han på kröningsfestligheterna till Ferdinand III (kejsarens son) i Prag. Sedan arbetade han som violinist i Madonna della Steccata kyrka i Parma. Efter att ha arbetat en kort tid där erhöll han sin slutliga tjänst 1633 som maestro di cappella i Assisi.

## Verk
Giovanni Battista Buonamentes arbeten är karakteristiska för tidig barockstil, vilket framgår av hans Sonata 6. Brass, som blev populär genom ett arrangemang av Robert King.
- Il quarto libro de varie de sonate, sinfonie, gagliarde, corrente, e brandi per sonar con due violini & un basso di viola (Venedig, 1626)
- Il sesto libro di sonate et canzoni ... (Venedig, 1636)
- Il settimo libro di sonate, sinfonie ... (Venedig, 1637)